# Liste der Gemeinden in der Provinz Sevilla
Die spanische Provinz Sevilla hat 106 Gemeinden (Stand 1. Januar 2019).

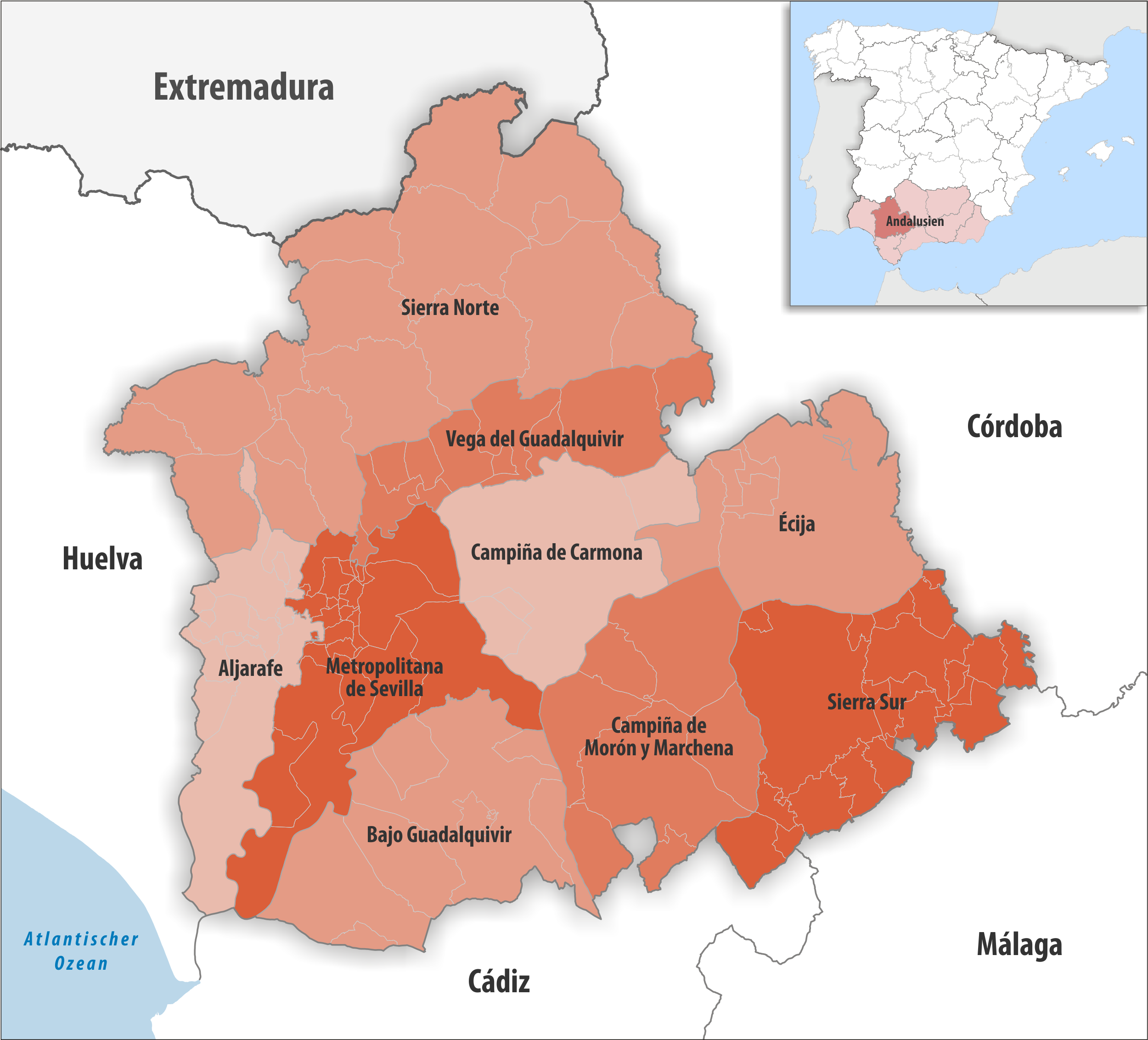
Comarcas in der Provinz Sevilla

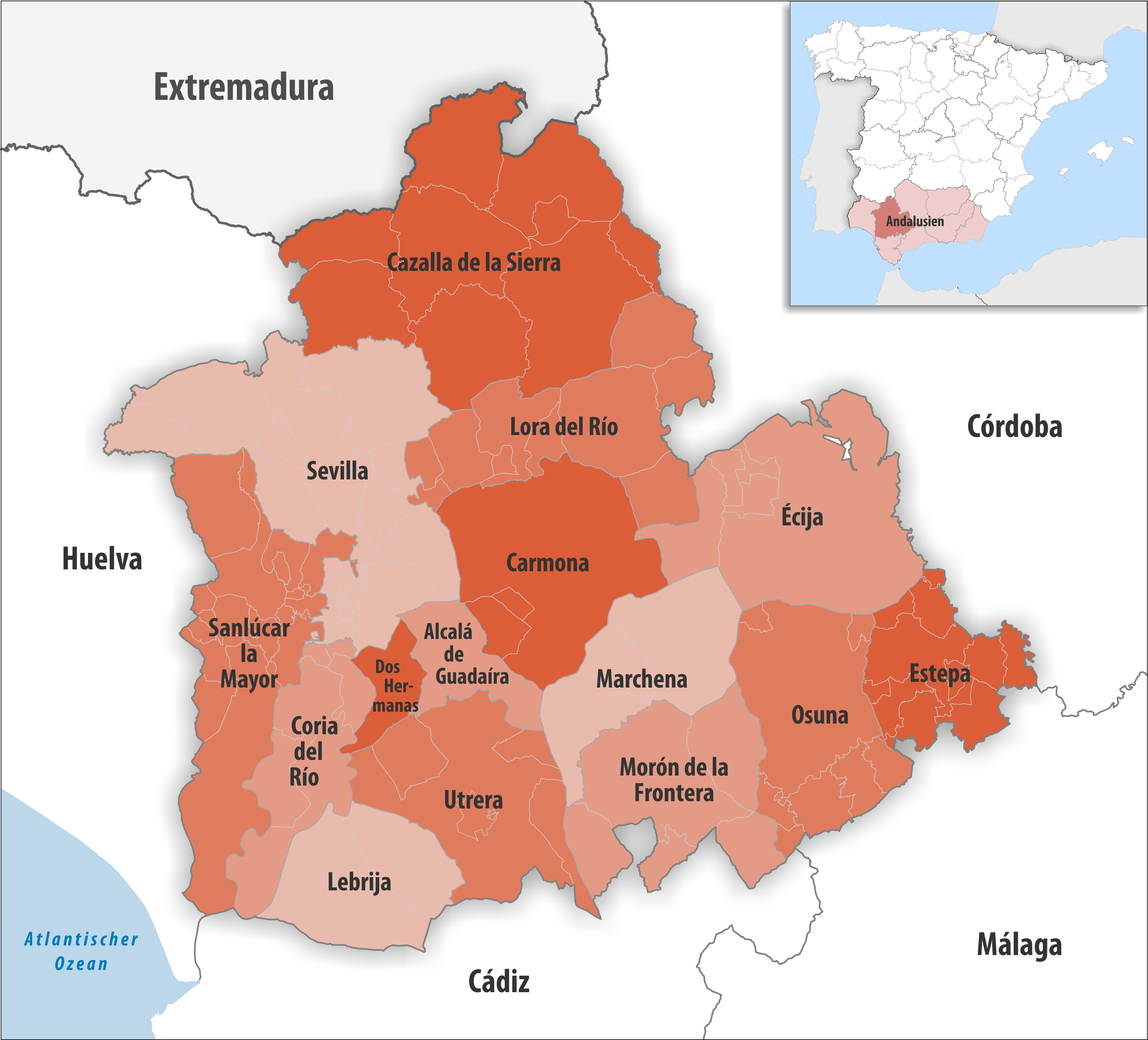
Gerichtsbezirke in der Provinz Sevilla

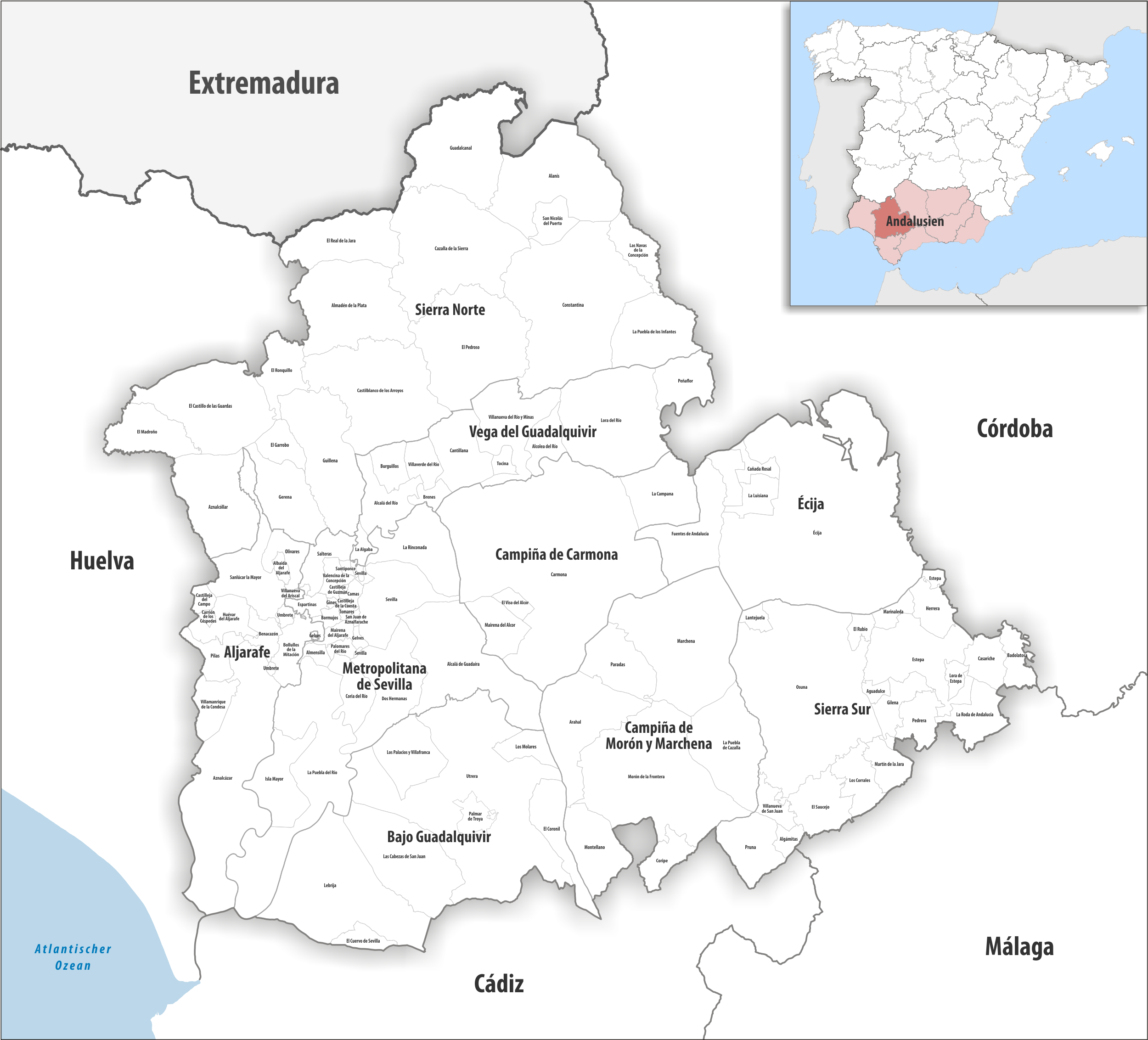
Gemeinden und Comarcas in der Provinz Sevilla

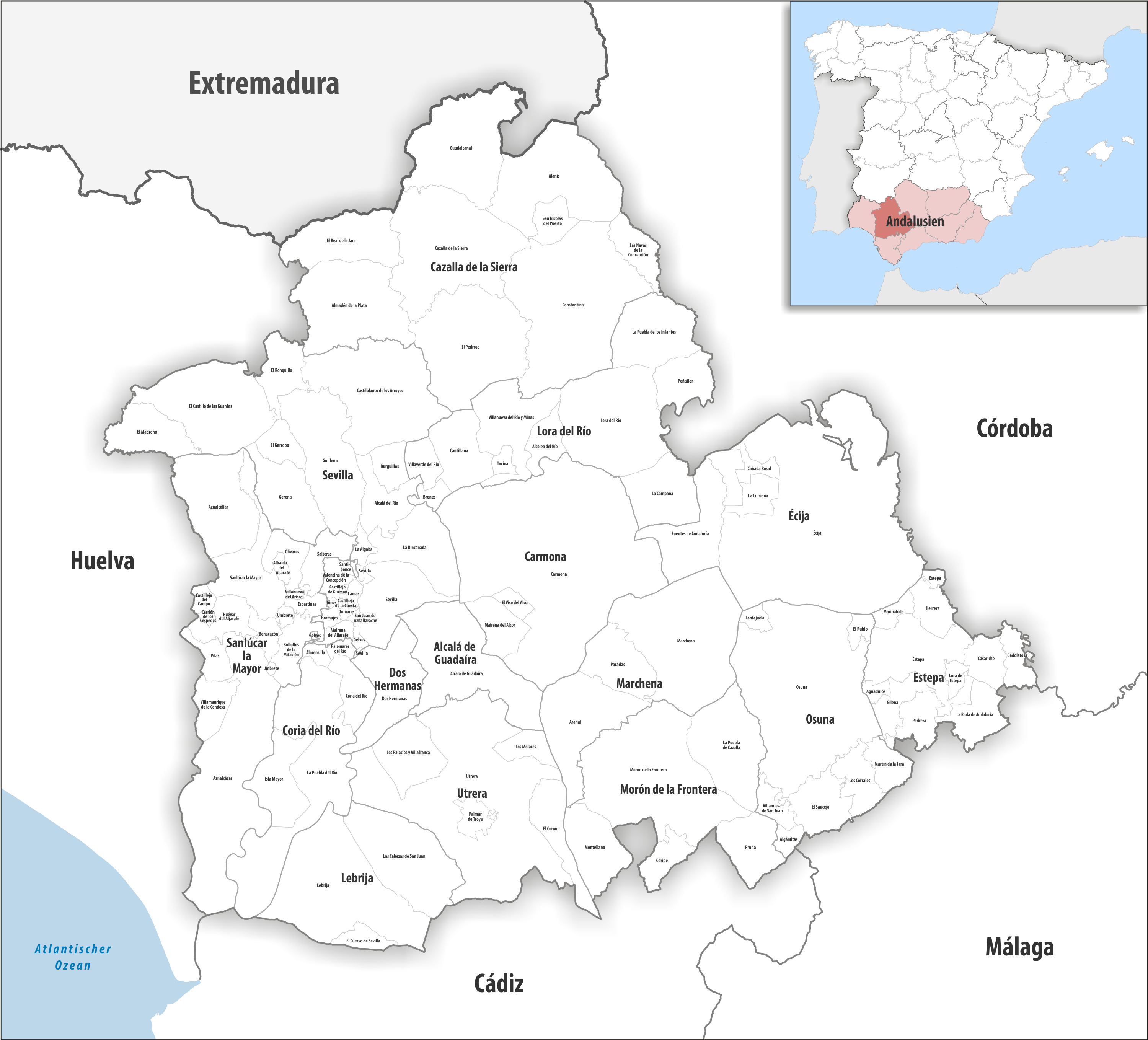
Gemeinden und Gerichtsbezirke in der Provinz Sevilla

| Wappen | Gemeinden                   | Einwohner (2024) | Fläche km² | Dichte Einw./km² | Cod INE | Comarca                     | Gerichtsbezirk       |
| ------ | --------------------------- | ---------------- | ---------- | ---------------- | ------- | --------------------------- | -------------------- |
|        | Aguadulce                   | 2.042            | 13,69      | 149              | 41001   | Sierra Sur                  | Estepa               |
|        | Alanís                      | 1.673            | 281,11     | 6                | 41002   | Sierra Norte                | Cazalla de la Sierra |
|        | Albaida del Aljarafe        | 3.223            | 10,92      | 295              | 41003   | Aljarafe                    | Sanlúcar la Mayor    |
|        | Alcalá de Guadaíra          | 76.922           | 284,93     | 270              | 41004   | Metropolitana de Sevilla    | Alcalá de Guadaíra   |
|        | Alcalá del Río              | 12.250           | 82,57      | 148              | 41005   | Vega del Guadalquivir       | Sevilla              |
|        | Alcolea del Río             | 3.279            | 50,17      | 65               | 41006   | Vega del Guadalquivir       | Lora del Río         |
|        | La Algaba                   | 16.666           | 18,11      | 920              | 41007   | Vega del Guadalquivir       | Sevilla              |
|        | Algámitas                   | 1.241            | 20,42      | 61               | 41008   | Sierra Sur                  | Osuna                |
|        | Almadén de la Plata         | 1.328            | 255,79     | 5                | 41009   | Sierra Norte                | Cazalla de la Sierra |
|        | Almensilla                  | 6.653            | 14,08      | 473              | 41010   | Metropolitana de Sevilla    | Coria del Río        |
|        | Arahal                      | 19.417           | 200,86     | 97               | 41011   | Campiña de Morón y Marchena | Marchena             |
|        | Aznalcázar                  | 4.886            | 449,62     | 11               | 41012   | Aljarafe                    | Sanlúcar la Mayor    |
|        | Aznalcóllar                 | 6.079            | 199,21     | 31               | 41013   | Sierra Norte                | Sanlúcar la Mayor    |
|        | Badolatosa                  | 3.078            | 47,79      | 64               | 41014   | Sierra Sur                  | Estepa               |
|        | Benacazón                   | 7.358            | 32,15      | 229              | 41015   | Aljarafe                    | Sanlúcar la Mayor    |
|        | Bollullos de la Mitación    | 11.251           | 62,56      | 180              | 41016   | Aljarafe                    | Sanlúcar la Mayor    |
|        | Bormujos                    | 22.970           | 12,32      | 1.864            | 41017   | Metropolitana de Sevilla    | Sevilla              |
|        | Brenes                      | 12.883           | 21,69      | 594              | 41018   | Vega del Guadalquivir       | Lora del Río         |
|        | Burguillos                  | 7.327            | 43,14      | 170              | 41019   | Vega del Guadalquivir       | Sevilla              |
|        | Las Cabezas de San Juan     | 16.410           | 229,70     | 71               | 41020   | Bajo Guadalquivir           | Lebrija              |
|        | Camas                       | 28.705           | 11,59      | 2.477            | 41021   | Metropolitana de Sevilla    | Sevilla              |
|        | La Campana                  | 5.132            | 125,77     | 41               | 41022   | Campiña de Carmona          | Lora del Río         |
|        | Cantillana                  | 10.728           | 107,03     | 100              | 41023   | Vega del Guadalquivir       | Lora del Río         |
|        | Cañada Rosal                | 3.410            | 25,83      | 132              | 41901   | Écija                       | Écija                |
|        | Carmona                     | 29.871           | 922,07     | 32               | 41024   | Campiña de Carmona          | Carmona              |
|        | Carrión de los Céspedes     | 2.617            | 6,11       | 428              | 41025   | Aljarafe                    | Sanlúcar la Mayor    |
|        | Casariche                   | 5.307            | 52,90      | 100              | 41026   | Sierra Sur                  | Estepa               |
|        | Castilblanco de los Arroyos | 5.134            | 323,55     | 16               | 41027   | Sierra Norte                | Sevilla              |
|        | Castilleja de Guzmán        | 2.863            | 2,04       | 1.403            | 41028   | Metropolitana de Sevilla    | Sevilla              |
|        | Castilleja de la Cuesta     | 17.153           | 2,17       | 7.905            | 41029   | Metropolitana de Sevilla    | Sevilla              |
|        | Castilleja del Campo        | 612              | 16,22      | 38               | 41030   | Aljarafe                    | Sanlúcar la Mayor    |
|        | El Castillo de las Guardas  | 1.511            | 258,74     | 6                | 41031   | Sierra Norte                | Sevilla              |
|        | Cazalla de la Sierra        | 4.629            | 356,15     | 13               | 41032   | Sierra Norte                | Cazalla de la Sierra |
|        | Constantina                 | 5.742            | 481,32     | 12               | 41033   | Sierra Norte                | Cazalla de la Sierra |
|        | Coria del Río               | 31.095           | 62,67      | 496              | 41034   | Metropolitana de Sevilla    | Coria del Río        |
|        | Coripe                      | 1.198            | 51,45      | 23               | 41035   | Campiña de Morón y Marchena | Morón de la Frontera |
|        | El Coronil                  | 4.697            | 91,67      | 51               | 41036   | Bajo Guadalquivir           | Utrera               |
|        | Los Corrales                | 3.970            | 67,53      | 59               | 41037   | Sierra Sur                  | Osuna                |
|        | El Cuervo de Sevilla        | 8.716            | 30,44      | 286              | 41903   | Bajo Guadalquivir           | Lebrija              |
|        | Dos Hermanas                | 140.430          | 159,80     | 879              | 41038   | Metropolitana de Sevilla    | Dos Hermanas         |
|        | Écija                       | 39.500           | 978,47     | 40               | 41039   | Écija                       | Écija                |
|        | Espartinas                  | 16.482           | 22,68      | 727              | 41040   | Metropolitana de Sevilla    | Sanlúcar la Mayor    |
|        | Estepa                      | 12.394           | 189,97     | 65               | 41041   | Sierra Sur                  | Estepa               |
|        | El Garrobo                  | 812              | 44,31      | 18               | 41043   | Sierra Norte                | Sevilla              |
|        | Fuentes de Andalucía        | 7.247            | 150,52     | 48               | 41042   | Écija                       | Écija                |
|        | Gelves                      | 10.473           | 8,06       | 1.299            | 41044   | Metropolitana de Sevilla    | Sevilla              |
|        | Gerena                      | 7.923            | 129,08     | 61               | 41045   | Sierra Norte                | Sevilla              |
|        | Gilena                      | 3.658            | 50,97      | 72               | 41046   | Sierra Sur                  | Estepa               |
|        | Gines                       | 13.524           | 2,92       | 4.632            | 41047   | Metropolitana de Sevilla    | Sevilla              |
|        | Guadalcanal                 | 2.522            | 274,97     | 9                | 41048   | Sierra Norte                | Cazalla de la Sierra |
|        | Guillena                    | 14.064           | 226,90     | 62               | 41049   | Sierra Norte                | Sevilla              |
|        | Herrera                     | 6.566            | 53,48      | 123              | 41050   | Sierra Sur                  | Estepa               |
|        | Huévar del Aljarafe         | 3.360            | 57,53      | 58               | 41051   | Aljarafe                    | Sanlúcar la Mayor    |
|        | Isla Mayor                  | 5.781            | 114,38     | 51               | 41902   | Metropolitana de Sevilla    | Coria del Río        |
|        | Lantejuela                  | 3.861            | 17,75      | 218              | 41052   | Sierra Sur                  | Osuna                |
|        | Lebrija                     | 27.745           | 375,20     | 74               | 41053   | Bajo Guadalquivir           | Lebrija              |
|        | Lora de Estepa              | 888              | 18,09      | 49               | 41054   | Sierra Sur                  | Estepa               |
|        | Lora del Río                | 18.189           | 294,25     | 62               | 41055   | Vega del Guadalquivir       | Lora del Río         |
|        | La Luisiana                 | 4.626            | 42,97      | 108              | 41056   | Écija                       | Écija                |
|        | El Madroño                  | 305              | 102,92     | 3                | 41057   | Sierra Norte                | Sevilla              |
|        | Mairena del Alcor           | 24.238           | 69,92      | 347              | 41058   | Campiña de Carmona          | Carmona              |
|        | Mairena del Aljarafe        | 47.898           | 17,50      | 2.737            | 41059   | Metropolitana de Sevilla    | Sevilla              |
|        | Marchena                    | 19.382           | 379,04     | 51               | 41060   | Campiña de Morón y Marchena | Marchena             |
|        | Marinaleda                  | 2.555            | 24,82      | 103              | 41061   | Sierra Sur                  | Estepa               |
|        | Martín de la Jara           | 2.643            | 49,23      | 54               | 41062   | Sierra Sur                  | Osuna                |
|        | Los Molares                 | 3.636            | 42,85      | 85               | 41063   | Bajo Guadalquivir           | Utrera               |
|        | Montellano                  | 7.031            | 116,83     | 60               | 41064   | Campiña de Morón y Marchena | Morón de la Frontera |
|        | Morón de la Frontera        | 27.228           | 431,94     | 63               | 41065   | Campiña de Morón y Marchena | Morón de la Frontera |
|        | Las Navas de la Concepción  | 1.520            | 63,35      | 24               | 41066   | Sierra Norte                | Cazalla de la Sierra |
|        | Olivares                    | 9.504            | 45,49      | 209              | 41067   | Aljarafe                    | Sanlúcar la Mayor    |
|        | Osuna                       | 17.374           | 592,24     | 29               | 41068   | Sierra Sur                  | Osuna                |
|        | Los Palacios y Villafranca  | 38.757           | 109,47     | 354              | 41069   | Bajo Guadalquivir           | Utrera               |
|        | Palomares del Río           | 9.277            | 13,10      | 708              | 41070   | Metropolitana de Sevilla    | Coria del Río        |
|        | Palmar de Troya             | 2.306            | 33,02      | 70               | 41904   | Bajo Guadalquivir           | Utrera               |
|        | Paradas                     | 6.779            | 109,78     | 62               | 41071   | Campiña de Morón y Marchena | Marchena             |
|        | Pedrera                     | 5.085            | 60,64      | 84               | 41072   | Sierra Sur                  | Estepa               |
|        | El Pedroso                  | 2.074            | 314,11     | 7                | 41073   | Sierra Norte                | Cazalla de la Sierra |
|        | Peñaflor                    | 3.670            | 82,89      | 44               | 41074   | Vega del Guadalquivir       | Lora del Río         |
|        | Pilas                       | 14.105           | 45,93      | 307              | 41075   | Aljarafe                    | Sanlúcar la Mayor    |
|        | Pruna                       | 2.509            | 100,64     | 25               | 41076   | Sierra Sur                  | Morón de la Frontera |
|        | La Puebla de Cazalla        | 10.799           | 189,31     | 57               | 41077   | Campiña de Morón y Marchena | Morón de la Frontera |
|        | La Puebla de los Infantes   | 2.927            | 154,23     | 19               | 41078   | Sierra Norte                | Lora del Río         |
|        | La Puebla del Río           | 11.871           | 374,65     | 32               | 41079   | Metropolitana de Sevilla    | Coria del Río        |
|        | El Real de la Jara          | 1.531            | 157,35     | 10               | 41080   | Sierra Norte                | Cazalla de la Sierra |
|        | La Rinconada                | 40.529           | 138,46     | 293              | 41081   | Metropolitana de Sevilla    | Sevilla              |
|        | La Roda de Andalucía        | 4.180            | 76,74      | 54               | 41082   | Sierra Sur                  | Estepa               |
|        | El Ronquillo                | 1.439            | 76,49      | 19               | 41083   | Sierra Norte                | Sevilla              |
|        | El Rubio                    | 3.290            | 20,80      | 158              | 41084   | Sierra Sur                  | Osuna                |
|        | Salteras                    | 5.580            | 57,45      | 97               | 41085   | Metropolitana de Sevilla    | Sanlúcar la Mayor    |
|        | San Juan de Aznalfarache    | 23.090           | 4,07       | 5.673            | 41086   | Metropolitana de Sevilla    | Sevilla              |
|        | San Nicolás del Puerto      | 600              | 44,94      | 13               | 41088   | Sierra Norte                | Cazalla de la Sierra |
|        | Sanlúcar la Mayor           | 14.375           | 136,16     | 106              | 41087   | Aljarafe                    | Sanlúcar la Mayor    |
|        | Santiponce                  | 8.625            | 8,35       | 1.033            | 41089   | Metropolitana de Sevilla    | Sevilla              |
|        | El Saucejo                  | 4.213            | 92,20      | 46               | 41090   | Sierra Sur                  | Osuna                |
|        | Sevilla                     | 687.488          | 142,00     | 4.841            | 41091   | Metropolitana de Sevilla    | Sevilla              |
|        | Tocina                      | 9.373            | 15,62      | 600              | 41092   | Vega del Guadalquivir       | Lora del Río         |
|        | Tomares                     | 25.488           | 5,22       | 4.883            | 41093   | Metropolitana de Sevilla    | Sevilla              |
|        | Umbrete                     | 9.394            | 12,42      | 756              | 41094   | Aljarafe                    | Sanlúcar la Mayor    |
|        | Utrera                      | 52.173           | 651,29     | 80               | 41095   | Bajo Guadalquivir           | Utrera               |
|        | Valencina de la Concepción  | 8.080            | 25,09      | 322              | 41096   | Metropolitana de Sevilla    | Sevilla              |
|        | Villamanrique de la Condesa | 4.677            | 57,67      | 81               | 41097   | Aljarafe                    | Sanlúcar la Mayor    |
|        | Villanueva de San Juan      | 1.002            | 34,74      | 29               | 41100   | Sierra Sur                  | Osuna                |
|        | Villanueva del Ariscal      | 6.938            | 4,72       | 1.470            | 41098   | Aljarafe                    | Sanlúcar la Mayor    |
|        | Villanueva del Río y Minas  | 5.033            | 150,71     | 33               | 41099   | Vega del Guadalquivir       | Lora del Río         |
|        | Villaverde del Río          | 7.794            | 41,14      | 189              | 41101   | Vega del Guadalquivir       | Lora del Río         |
|        | El Viso del Alcor           | 19.310           | 20,22      | 955              | 41102   | Campiña de Carmona          | Carmona              |
|        | Provinz Sevilla             | 1.967.746        | 14.036,11  | 140              | 41000   | –                           | –                    |

- Karte mit allen verlinkten Seiten:
- OSM |
- WikiMap